# (14602) 1998 SW74
A (14602) 1998 SW74 a Naprendszer kisbolygóövében található aszteroida. Eric Walter Elst fedezte fel 1998. szeptember 21-én.